# بخش جامو

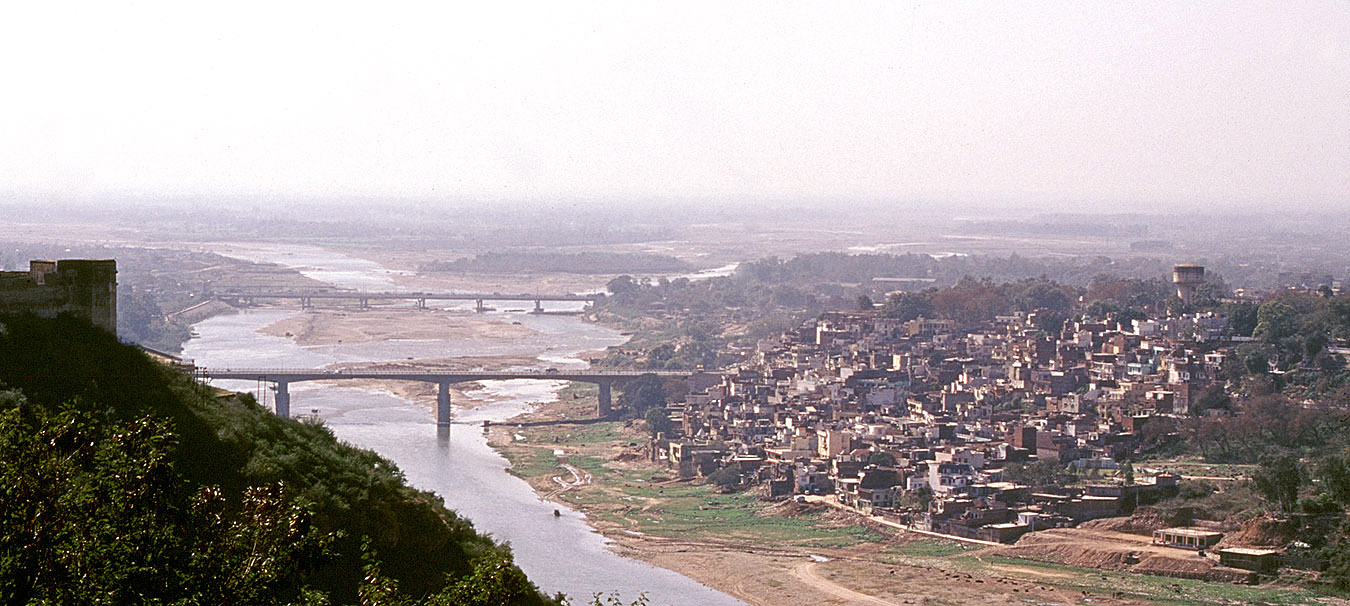
نمایی از بخش جامو، در ایالت جامو و کشمیر، هند - ۲۰۰۹

بخش جامو یکی از سه بخش اداری ایالت جامو و کشمیر در کشور هند است. این بخش شامل مناطق جاموبا Doda کتهوا Ramban Reasi Kishtwar Poonch Rajouri مپور و سامبااست. بیشتر زمین‌های این بخش شامل مناطق مرتفعی چون کوه و تپه می‌شود. شهر جامو که پایتخت زمستانی ایالت جامو و کشمیر است در این بخش واقع شده است.